# Klášter Ostrog
Klášter Ostrog je monastýr (klášter) srbské pravoslavné církve, zasazený do skály nedaleko od Nikšiće v Černé Hoře. Zasvěcen je svatému Vasiliji Ostrožskému. Díky tomu, že je sevřen okolními skalami, je z něj velkolepý pohled na okolní nížinu Bjelopavlića.

## Historie
Dějiny kláštera zasahují až do 17. století. Tehdy jej založil hercegovinský metropolita Vasilij. Ten zde také i v roce 1671 zemřel a jeho tělo zde bylo uloženo do relikviáře, který se nyní nachází v kostele Matky Boží. Klášter byl přebudován do současné podoby v letech 1923 až 1926, po rozsáhlém požáru, který většinu celého komplexu těžce poničil.
Ke klášteru patří ještě dva kostely, které se nacházejí pod hlavní budovou (jedná se o kostel sv. Vavedenja a kostel sv. Krista). Interiér prvního z kostelů je vyzdoben freskami ze 17. století.
Dnes je Ostrog poutním místem mnohých Srbů, kteří sem pořádají náboženské poutě hlavně v období svátků; je to jedna z nejvýznamnějších pravoslavných staveb na celém Balkáně. Navštěvují jej však také turisté.